# J. Stewart Burns
Joseph Stewart Burns (* 4. prosince 1969), známější jako J. Stewart Burns, je americký televizní scenárista a producent, který se nejvíce proslavil prací na seriálech Simpsonovi, Futurama a Unhappily Ever After.

## Vzdělání
Burns navštěvoval Harvardovu univerzitu, kde psal pro Harvard Lampoon. Získal magisterský titul z matematiky na Kalifornské univerzitě v Berkeley, kde studoval pod vedením Johna Rhodese. Burns se částečně zasloužil o to, že seriál Simpsonovi obsahuje řadu složitých matematických konceptů a vtipů.
Burns se v roce 1993 v článku časopisu Newsweek slavně zmínil o svém rozhodnutí přejít od studia matematiky k psaní komedií: „V tomto jediném kariérním kroku byste mohli přečíst celý příběh amerického úpadku.“.

## Kariéra
Burns začínal psaním pro seriál Beavis a Butthead, následně psal pro seriály Simpsonovi, Futurama a Unhappily Ever After.
Kromě psaní pro původní seriál napsal Burns také scénář k videohře Futurama a také ke hře Spyro: A Hero's Tail. Burns y působil jakvývojář a o herní runner hry The Simpsons: Tapped Out.

## Ocenění
Burns získal čtyřikrát cenu Emmy za vynikající animovaný pořad – za Futuramu v roce 2002 a za Simpsonovy v letech 2006, 2008 a 2019.

## Scenáristická filmografieSimpsonových
14. řada
- Vočko pečuje o malou

15. řada
- Takoví jsme nebyli

16. řada
- Svatby podle Homera

17. řada
- Opičí proces

18. řada
- Homerazzi
- Pařanka Marge

19. řada
- Věčný stín Simpsonovy mysli

20. řada
- Waverly Hills 9021-D'Oh

23. řada
- Duch Vánoc příštích
- Asociální síť

24. řada
- Po čem animované ženy touží

25. řada
- Piráti ze Springfieldu
- Budoucí budoucnost

26. řada
- Simpsorama

27. řada
- O čem muži sní
- Nekuřte, prosím
- Dovolená s Flandersem

28. řada
- Virtuální rodina
- Město psů

29. řada
- Flandersův žebřík

31. řada
- Speciální čarodějnický díl XXX
- Škola budoucnosti
- Bez obrazovek

32. řada
- Jak je důležité míti vysokou